# Озёрное (Аламудунский район)
Озёрное — село в Аламудунском районе Чуйской области Кыргызстана. Входит в состав Пригородного аильного округа. Код СОАТЕ — 41708 203 859 02 0.

## Население
| год     | 2009 | 2014 | 2015 |
| ------- | ---- | ---- | ---- |
| человек | 2316 | 2365 | 2312 |